# Bep Zeeman
Elisabeth Cornelia (Bep) Zeeman, ook bekend als ir. E.C. Einthoven-Zeeman (Vrijenban, Delft, 13 april 1895 – Haarlem, 23 december 1990) was een Nederlandse architecte in de twintigste eeuw. Ze studeerde als een van de eerste vrouwen aan de TU Delft.
Zeeman werkte drie jaar bij Publieke Werken in Amsterdam als adjunct-architect. Hier werkte ze schetsontwerpen uit. Het was een mannenwereld waar de eerste vrouwelijke architecten in terecht kwamen. In 1920 werd ze geïnterviewd voor het Bouwkundig Weekblad en zag ze een rol voor vrouwen om oplossingen aan te dragen bij bouwvraagstukken van woningen en scholen. Een rol bij monumentaalbouw of utiliteitswerken was echter volgens haar minder voor de hand liggend. Zeeman: ‘Die eischen meer het mannelijk sterke en krachtige, die vragen minder het vrouwelijke zachtere en intiemere.’ Echter, ze stelde wel dat 'niet de vrouw uitsluitend [zal] wandelen op het door mannen gebaande pad, maar dat zij ook haar eigen spoor zal achterlaten in de richting van de gebouwen zelf'.
In 1929 was Einthoven-Zeeman in Bandoeng waar ze een vergadering van Vivos (Vereniging in Indië van Vrouwelijke oud-studerenden) bezocht. Hier ontmoette ze onder anderen Dr. Lize Reyser-Eibrink Jansen, Yfke De Haan-van der Ploeg, Mevr. Kreyker, Mevr. Ultee.

## Privé
Zeeman trouwde in 1925 met Willem Frederik Einthoven (1893-1945), zoon van Willem Einthoven. Het gezin vertrok in 1927 naar Bandoeng. Tijdens de Tweede Wereldoorlog werd het gezin naar Japan overgebracht waar W.F. Einthoven overleed.